# Jean-Baptiste Roux-Alic
 (août 2013).
Si vous disposez d'ouvrages ou d'articles de référence ou si vous connaissez des sites web de qualité traitant du thème abordé ici, merci de compléter l'article en donnant les références utiles à sa vérifiabilité et en les liant à la section « Notes et références ».
Jean-Baptiste Roux-Alic, né le 30 juin 1910 à Marseille, est un général de division français.

## Biographie
Fils de Georges Roux, commerçant, et de Rose Alic, il épouse en secondes noces le 3 février 1953 Raymonde Droux, il est le père de six enfants, Anne-Marie, Hèléne, Andrè (déc), Marie-Christine, Jean-Paul (né le 30 novembre 1957), Marie-Laure (épouse Perennec).
Il fait ses études au collège de Manosque, puis au lycée Thiers à Marseille ; diplômé de l’École polytechnique, il s’engage dans l’armée. Sous-lieutenant en 1934, lieutenant (1936), il est nommé capitaine pendant la Seconde Guerre mondiale (en 1940), puis chef de bataillon à la fin de celle-ci (1945).
Il est ensuite lieutenant-colonel (1951), colonel (1956), général de brigade (1963), inspecteur central du matériel de transmissions (juin 1963), commandant et directeur de l'exploitation des transmissions de l’armée de Terre (1964-1965), commandant et directeur des transmissions des forces françaises en Allemagne, général de division (1967), admis en 1970 dans la 2e section du cadre des officiers généraux de l'armée de terre
Il a participé également à la campagne d'Indochine et à la Guerre d’Algérie.
Commandeur de la Légion d'honneur, croix de guerre 1939-1945 avec 4 citations, croix de la Valeur militaire avec deux citations, Chevalier des Palmes académiques. Medaile commémorative d'Indochine, et Médaille du maintien de l'Ordre en Algérie. Medaille Rhin et Danube...
Il est mort à Manosque le 16 août 2001.